# Neotamias siskiyou
Neotamias siskiyou es una especie de roedor de la familia Sciuridae.

## Distribución geográfica
Es endémica del norte de California y el centro de Oregón en los Estados Unidos.